# کارلوس کاستیلو آرماس
کارلوس کاستیلو آرماس (انگلیسی: Carlos Castillo Armas؛ ۴ نوامبر ۱۹۱۴ – ۲۶ ژوئیه ۱۹۵۷) سیاستمدار اهل گواتمالا بود. وی از ۷ ژوئیه ۱۹۵۴ تا زمان ترور شدنش در ۲۶ ژوئیه ۱۹۵۷ رئیس‌جمهور گواتمالا بود.